# Novoinhulka, Nova Odesa
Novoinhulka (în ucraineană Новоінгулка) este un sat în comuna Kandîbîne din raionul Nova Odesa, regiunea Mîkolaiiv, Ucraina.

## Demografie
Componența lingvistică a localității Novoinhulka
     Ucraineană (92,61%)
     Rusă (3,69%)
     Română (1,14%)
Conform recensământului din 2001, majoritatea populației localității Novoinhulka era vorbitoare de ucraineană (92,61%), existând în minoritate și vorbitori de rusă (3,69%), armeană (2,56%) și română (1,14%).